# Jair Eduardo Britto da Silva
Jair Eduardo Britto da Silva (Pelotas, 10 giugno 1988) è un ex calciatore brasiliano, di ruolo attaccante.